# إبعاد

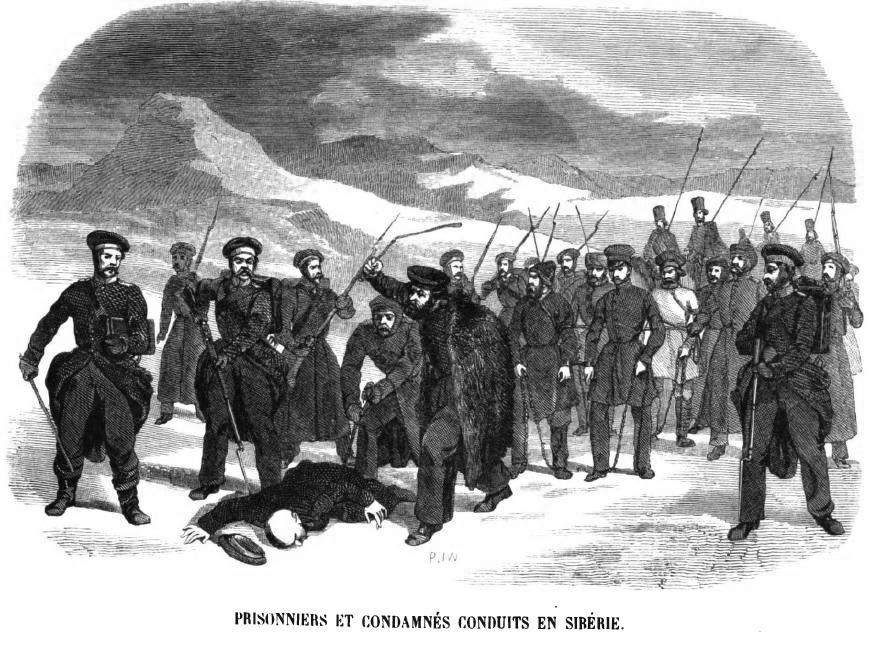
سجناء ومتسلطين على طريق إلى سيبيريا، 1845

الإبعاد أو الترحيل إِجراء تَتَّخذه الحكومة، عندما تُرْغمُ أَحد الأجانب على مغادرة البلاد والعودة إِلى المكان الذي ولد فيه، أو كان يعيش فيه. وقد تُبْعِد الحكومة أجنبيًا لأَنَّه دخل البلاد بصورة غير مشروعة أَو لأَنَّها تعتقد أَنَّ الأَجنبي ـ وكذلك الأَجنبيَّة ـ قد يُلْحِق الضَّرر بمصالح البلاد بطريقة ما. وقد يحدث ذلك لأَنَّ هذا الشَّخص ارتكب جريمة خطيرة.
يعتبر الترحيل ممارسة قديمة، حيث أن ملك الفرس الساساني كسرى الأول، أبعد ما يقرب من 292,000 من المواطنين، والعبيد، واستوطنوا مدينة جديدة تسمى قطيسفون في 542.

## التعريف
تنطبق تعريفات الإبعاد على المواطنين والأجانب بالتساوي. ومع ذلك، في العرف الشائع، يُطلق على طرد الرعايا الأجانب اسم الإبعاد، في حين يُطلق على طرد المواطنين اسم تسليم المجرمين أو الطرد أو النفي أو الترحيل الجزائي. مثلًا، في الولايات المتحدة:
«بالمعنى الدقيق للكلمة فإن الترحيل، والتسليم، والإبعاد، على الرغم من أن نتيجة كل منها إخراج شخص من البلد، إلا أنها أشياء مختلفة ولها أهداف متباينة. إذ أن الترحيل هو معاقبة الشخص المدان بارتكاب جريمة ضد قوانين البلد. أما التسليم فهو تسليم متهم إلى بلد آخر بسبب ارتكاب جريمة مخالفة لقوانينها للمحاكمة، ويُعاقب إذا ثبتت إدانته. والإبعاد هو إبعاد أجنبي خارج البلد، لمجرد أن وجوده يتعارض مع الصالح العام ودون أي عقوبة مفروضة أو متوقعة سواء بموجب قوانين الدولة التي أخرج منها أو قوانين الدولة التي نقل إليها».
يعتبر الطرد إجراء تتخذه سلطة عامة لإبعاد شخص أو أشخاص رغمًا عنهم أو بإرادتهم من أراضي تلك الدولة. ويُطلق على طرد شخص من قبل دولة ما اسم الإبعاد.
وفقًا للمحكمة الأوروبية لحقوق الإنسان، فإن الطرد الجماعي هو أي إجراء يجبر غير المواطنين، كمجموعة، على مغادرة بلد ما، باستثناء الحالات التي يتخذ فيها مثل هذا الإجراء على أساس تحقق معقول وموضوعي للحالة الخاصة لكل فرد من غير مواطني المجموعة. قد يحدث الطرد الجماعي أيضًا عندما يجري إرسال أعضاء مجموعة عرقية خارج الدولة بغض النظر عن الجنسية. ويعد الطرد الجماعي محظورًا بموجب العديد من صكوك القانون الدولي.

## التاريخ
حدثت عمليات الإبعاد على نطاق كبير في التاريخ القديم، وقد وثقت بشكل جيد لا سيما في بلاد الرافدين القديمة.

### الإبعاد في الإمبراطورية الآشورية
- عمليات الإبعاد الجماعي للدول المحتلة، بما في ذلك الأسر اليهودي الآشوري.

### الإبعاد في الإمبراطورية الأخمينية
كان الإبعاد يمارس كسياسة تجاه المتمردين في الإمبراطورية الأخمينية. إن الوضع القانوني الدقيق للمبعدين غير واضح. لكن لم يسجل أي سوء المعاملة. تشمل الأمثلة:
| الشعب المبعد                                               | مكان الإبعاد                          | المُبعِد          |
| 6000 مصري (بما في ذلك الملك أميرتايوس والعديد من الحرفيين) | شوشان                                 | قمبيز الثاني    |
| أسرى من المرج القديمة في شمال غرب أفريقيا                  | باختر                                 | دارا الأول      |
| البايونيون من تراقيا                                       | سارد، الأناضول (أعيدوا لاحقًا)         | دارا الأول      |
| الميليتوس                                                  | أمبيه، على مصب نهر دجلة قرب خليج فارس | دارا الأول      |
| الكاريون والسيتاسيميون                                     | بلاد بابل                             |                 |
| الإريتريون                                                 | أرديريكا في سوسيانا                   | دارا الأول      |
| البيوتيون                                                  | منطقة دجلة                            |                 |
| سجناء صيدا من الحرب                                        | شوشان وبابل                           | ارتخشاشا الثالث |
| اليهود الذين ساندوا ثورة صيدا                              | هيركانيا                              | ارتخشاشا الثالث |

### الإبعاد في الإمبراطورية الفرثية
على عكس الفترتين الأخمينية والساسانية، فإن سجلات الإبعاد نادرة خلال فترة الإمبراطورية الأرشكية الفرثية. وأحد الأمثلة البارزة هي إبعاد المارد في خاراكس، بالقرب من راج (الري) من قبل فرهاد الأول. ويبدو أن 10.000 أسير حرب روماني أبعدوا بعد معركة كارهاي إلى مرو الشاهجان بالقرب من الحدود الشرقية في عام 53 قبل الميلاد، الذين يقال إنهم متزوجون من السكان المحليين. ومن المفترض أن البعض منهم أسس مدينة لي جيين الصينية بعد أن أصبحوا جنودًا لشيونغنو، لكن هذا أمر مشكوك فيه.
استقر هيركانوس الثاني، ملك يهودا (القدس) بين يهود بابل في الإمبراطورية الفرثية، بعد أن أسر من قبل القوات اليهودية الفرثية في عام 40 قبل الميلاد.
ربما عانى أسرى الحرب الرومان في حرب أنطوني الفرثية من الإبعاد.

### الإبعاد في الإمبراطورية الساسانية
استخدم الساسانيون الإبعاد على نطاق واسع، خاصة أثناء الحروب مع الرومان.
خلال حكم سابور الأول، أُبعد الرومان (بما في ذلك الفاليريين) الذين هزموا في معركة الرها إلى برسيس. وكانت الوجهات الأخرى فرثيا وخوزستان وأشورستان. هناك مدن تأسست وسكنها أسرى الحرب الرومان، بما في ذلك شاد شابور (دير مخراق) في ميشان، وبيشابور في برسيس، ووزورغ شابور (عكبرا؛ مارو سابور)، وجنديسابور. وقد جرى تسليم الأراضي الزراعية للمبعدين. أدت عمليات الإبعاد هذه إلى انتشار المسيحية في الإمبراطورية الساسانية. في راو – أداشير (ري شهر، يارانشهر)، برسيس، وأصحبت هناك كنيسة للرومان وأخرى للكرمانيين. أما دورهم الحاسم المفترض في انتشار المسيحية في بلاد فارس ومساهمتهم الرئيسية في الاقتصاد الفارسي مؤخرًا فقد انتُقد من قبل موسيغ والبرغ (2010). وفي منتصف القرن الثالث، جرى توطين المبعدين الناطقين باليونانية من شمال غرب سوريا في كسكر، بلاد الرافدين.
بعد التوغل العربي في بلاد فارس في عهد سابور الثاني، شتت القبائل العربية المهزومة بإبعادهم إلى مناطق أخرى. وأبعد البعض إلى البحرين وكرمان، ربما لتوطينهم في هذه المناطق غير الجذابة (بسبب مناخها) ولإخضاع هذه القبائل للسيطرة.
في عام 395 بعد الميلاد، أسر 18000 من السكان الرومان في سوفين وأرمينيا وبلاد الرافدين وسوريا وكبادوكيا وأبعدوا على يد «الهون». وجرى تحرير الأسرى من قبل الفرس عند وصولهم إلى بلاد فارس، واستقروا في سليك (ووه أرداشير) وكوكبا (كوكي). أشاد مؤلف كتاب ليبر كاليفارم بالملك يزدجرد الأول (399-420) على معاملته للمبعدين، والذي سمح أيضًا للبعض بالعودة.
حدثت عمليات الإبعاد الرئيسية خلال حرب أناستازيا، بما في ذلك إبعاد قباذ الأول لسكان أرضروم وآمد إلى أرجان (ويه-أز-أميد قباذ).
خلال حملات كسرى الأول حدثت عمليات إبعاد بارزة من المدن الرومانية صورا، وحلب، وأنطاكية، وأفاميا، والرقة، وباطنايا في مملكة الرها، إلى ووه-أنتيك-خسرو (المعروف أيضًا باسم رومجان؛ بالعربية: الرومية). تأسست المدينة بالقرب من طيسفون خصيصًا لهم، ويقال إن كسرى «فعل كل ما في وسعه لجعل السكان يرغبون بالبقاء». وبلغ عدد المبعدين 292.000 في مصدر آخر.

## الاحتلال العسكري
تحظر المادة 49 من اتفاقية جنيف الرابعة إبعاد الأشخاص إلى الأراضي المحتلة الواقعة تحت الاحتلال العسكري الحربي أو خارجها:
يُحظر النقل القسري الجماعي أو الفردي للأشخاص المحميين من الأراضي المحتلة إلى أراضي دولة الاحتلال أو إلى أراضي أي دولة أخرى، محتلة أو غير محتلة، بصرف النظر عن دوافعهم. يجب على دولة الاحتلال عدم ترحيل أو نقل أجزاء من سكانها المدنيين إلى الأراضي التي تحتلها.